# 大川村 (岩手県)
大川村（おおかわむら）は、昭和31年（1956年）まで岩手県下閉伊郡にあった村。現在の岩泉町大川・浅内・釜津田にあたる。

## 沿革
- 明治22年（1889年）4月1日 - 町村制施行にともない、大川村・浅内村・釜津田村の計3か村が合併して新制の北閉伊郡大川村が発足。
- 1897年（明治30年）4月1日 - 郡の統合により北閉伊郡・中閉伊郡・東閉伊郡が合併して下閉伊郡が発足[1]。下閉伊郡大川村となる。
- 昭和31年（1956年）9月30日 - 岩泉町・安家村・有芸村・小本村と合併し、新制の岩泉町となる。

## 行政

### 歴代村長
| 代 | 氏名       | 就任                      | 退任                       | 備考 |
| -- | ---------- | ------------------------- | -------------------------- | ---- |
|    | 藤沢親一   | 明治34年（1901年）7月23日 | 明治38年（1905年）7月22日  |      |
|    | 土川連三   | 明治38年（1905年）9月5日  | 明治42年（1909年）9月4日   |      |
|    | 田代喜一郎 | 明治42年（1909年）9月5日  | 大正6年（1917年）9月4日    |      |
|    | 乳井清勝   | 大正7年（1918年）6月20日  | 大正12年（1923年）6月12日  |      |
|    | 佐々木覚造 | 大正12年（1923年）6月13日 | 昭和2年（1927年）3月21日   |      |
|    | 工藤理助   | 昭和2年（1927年）11月24日 | 昭和6年（1931年）11月10日  |      |
|    | 新村琢郎   | 昭和6年（1931年）11月11日 | 昭和21年（1946年）12月13日 |      |
|    | 畠山利七郎 | 昭和22年（1947年）4月6日  | 昭和31年（1956年）9月29日  |      |

## 交通

### 鉄道
- 国鉄小本線：宇津野駅
- 国鉄小本線：岩手大川駅
- 国鉄小本線：浅内駅